# Incubi notturni
Incubi notturni (Dead of Night) è un film horror a episodi del 1945, diretto da Alberto Cavalcanti, Charles Crichton, Basil Dearden e Robert Hamer.

## Produzione
La pellicola è un raro film horror britannico degli anni '40 - i film horror furono banditi dalla produzione in Gran Bretagna durante la guerra - e ha avuto un'influenza sui successivi film britannici del genere. Entrambe le storie di John Baines sono state riutilizzate in altri film e l'episodio fittizio del ventriloquo posseduto è stato adattato nell'episodio pilota della lunga serie radiofonica della CBS Escape.
Il film è costituito da cinque episodi, legati da un episodio-cornice, attraverso l'espediente narrativo del racconto da parte dei vari personaggi. Nei titoli di testa non sono accreditati i singoli contributi dei registi, ma Alberto Cavalcanti ha supervisionato l'intero progetto e diretto due episodi, Basil Dearden ha diretto a sua volta due episodi, Charles Crichton e Robert Hamer un episodio ciascuno.

## Trama
Un architetto inglese, Walter Craig, arriva in auto ad un'antica villa di campagna che ha il compito di ammodernare e scopre di aver già visto quella dimora in un recente incubo. Quando arrivano alcuni ospiti per il week-end, Craig rivela loro la sua sensazione, affermando di sapere cosa ognuno di loro farà nelle ore successive e di essere vicino a commettere qualcosa di malvagio, come nell'incubo. Di fronte allo scetticismo di uno psicologo, il dottor van Straaten, gli altri ospiti della casa si raccontano delle storie legate al sovrannaturale.
La prima storia è di un pilota, Hugh Grainger, che racconta di quando ebbe un sogno premonitore che lo salvò da un incidente d'auto.
La seconda storia è di una ragazza, Sally O'Hara, che racconta di aver incontrato ad una festa di Natale un bambino che si rivela poi il fantasma di Francis Kent, ucciso dalla sorella nella stessa casa dove si tiene la festa.
La terza storia è di una ricca donna, Joan Cortland, che racconta di quando uno specchio regalato al marito stava portando l'amato alla follia.
La quarta storia è del padrone di casa, Elliot Foley, che racconta di due amici inseparabili, amanti del golf, che finiscono per giocarsi una donna che entrambi amano al golf. Uno dei due vince con l'inganno e l'altro si immerge nel fiume e scompare, per tornare poi in veste di fantasma a tormentare l'amico disonesto.
La quinta storia, che è anche l'episodio più noto e celebrato, è narrata dal dottor van Straaten. La vicenda è relativa ad un ventriloquo convinto che il pupazzo che usa per lavorare abbia una volontà propria.
Come preannunciato da Craig, il cottage di Foley piomba nell'oscurità per un blackout. Mentre tutti sono impegnati a sistemare il guasto, Craig ed il dottor van Straaten vengono lasciati soli. Preso da un raptus, Craig strangola il dottore con la propria cravatta ed è poi preda di allucinazioni che lo catapultano nelle storie raccontate dagli ospiti, finché, risvegliato dal telefono, non si ritrova nel proprio letto e scopre che è stato tutto un sogno. La telefonata è di un certo Elliot Foley, che lo invita al proprio cottage affinché l'architetto lo aiuti in vista di una ristrutturazione. La moglie di Craig suggerisce che un fine settimana in campagna potrebbe essere un buon rimedio contro l'incubo ricorrente. Craig si dirige dunque in auto verso il cottage di Foley, come all'inizio del film.

## Distribuzione
La prima del film è stata al cinema Gaumont Haymarket di Londra il 9 settembre 1945.

## Accoglienza

### Incassi
Secondo Kinematograph Weekly il film ha ottenuto buoni risultati ai botteghini britannici nel 1945.

### Critica
Il Monthly Film Bulletin ha elogiato la storia del ventriloquo, affermando che era "forse la migliore" e che forse è stata "l'opera più raffinata di Cavalcanti per molti anni". La recensione ha elogiato Basil Radford e Naunton Wayne per "fornire un eccellente rilievo comico" e ha concluso che la direzione artistica (Michael Relph), l'illuminazione (Stan Pavey e Douglas Slocombe) e il montaggio (Charles Hassey) si uniscono per realizzare il film più fluido mai uscito da uno studio inglese". Il critico cinematografico Leonard Maltin ha assegnato al film 4 stelle su 4.
Il sito web Rotten Tomatoes riporta un indice di gradimento del 93% basato su 42 recensioni, con una media di 8,22/10. Il consenso critico del sito recita: "Con il contributo di quattro registi affermati, Dead of Night è una classica antologia horror che rimane molto influente."